# Antun Matijašević – Karamaneo
Antun Matijašević Caramaneo (Karaman, Karamaneo; latinski Antonius Matthiasaevius Caramanaeus, talijanski Antonio Caramaneo Mattiasevi; Vis, 29. srpnja 1658. – 21. ožujka 1721.), bio je svećenik, doktor crkvenog i građanskog prava, profesor, polihistor i pjesnik.

## Školovanje
Nakon završenih prvih nauka, vjerojatno kod mjesnog župnika ili kojeg drugog svećenika, pošao je u Hvar. Tamo pohađa redovitu školu za svećeničko zvanje u biskupskom sjemeništu. Školovanje nastavlja u isusovačkom kolegiju u Rijeci, a potom u Padovi na sveučilištu, gdje je 1686. postao doktor crkvenog i građanskog prava.

## Zrele godine
1686. vraća se na Vis gdje je bio postavljen za župnika. Međutim, njemu kao čovjeku nauke nije odgovarao župnički posao, pa se posvetio poučavanju djece i mladeži. 1696. kreće u Rovigo u Italiji, gdje radi kao profesor na biskupskom sjemeništu. Prelazi u Padovu, a zatim u Veneciju. 1704. Matijašević se vraća na Vis, i ondje ostaje do kraja života.

## Dopisivanje i znanstveni rad
Matijašević je u Visu poučavao mladež, bavio se poljoprivredom, živio skromno i povremeno odlazio u Hvar. Istovremeno, podržavao prijateljske veze s raznim ljudima znanosti i pjesništva, ne samo u Veneciji, Padovi i Rovigu, nego i s onima u Dalmaciji.  Dopisivao se, među ostalima, s Filipom Riceputijem (organizatorom rada na crkvenoj povijesti Illyricum sacrum, "Sveti Ilirik"), s Ignjatom Đurđevićem, piscem Andrijom Vitaljićem (Komižaninom), Jerolimom Kavanjinom. U pismu upućenom iz Mletaka Stjepanu Karuziću, mladom subđakonu u Visu, Matijašević spominje da je taj Karuzić polazio u Visu školu, koju je on, Matijašević, bio otvorio.
Matijaševića je najviše zanimala stara povijest i njegova rodnog otoka i Dalmacije. Iz toga područja on sam nije ništa publicirao, ali je u nekoliko pisama iznio svoje rasprave o raznim povijesnim pitanjima, osobito o onima iz starog vijeka i prvih kršćanskih stoljeća. Od cijelog njegovog rada najvrednijom se smatra rasprava o svetome Dujmu, Riflessioni sopra la vita di San Doimo, primo vescovo di Salona e martire, Patron della città di Spalato, dalla quale sono formate le lezioni pel secondo notturno, a 7 Maggio; ova je rasprava u Splitu i među isusovcima naišla na žestoke kritike.

## Književni rad na latinskom
Objavljene Matijaševićeve pjesme, redom latinske, nastale su tijekom boravka u Italiji. Slave pobjede nad Turcima (poput mletačkoga osvajanja Novoga, 1687), ili donose opise umjetničkih djela (poput Donatellova kipa kondotjera Gattamelate). Kasnije su Matijaševićeve pjesme ostale u rukopisu; jedna od njih, Carmen ad V. C. Jacobum Candidum (Pjesma posvećena slavnom mužu Jakovu Candidu, 1712.; preveo Veljko Gortan) najraniji je poznati opis baroknoga kazališta u gradu Hvaru.

## Književni rad na hrvatskom
Na hrvatski jezik preveo je Matijašević prva dva pjevanja Tassova spjeva Oslobođeni Jeruzalem i složio mnogo pjesama, naročito pobožnih, među kojima se odlikuje prijevod Dies irae (Dan od saržbe...). Mnoga pisma završavao je hrvatskim jezikom, pisanim uvijek bosančicom.

## Rukopisi
Matijaševićeva korespondencija, latinska i talijanska, sa stihovanim hrvatskim umecima, čuva se u Biblioteci Arheološkog muzeja u Splitu, kao i njegove pjesme. U NSK Zagreb (rukopis R 3035), u prijepisu J. Marinkovića sačuvani su Matijaševićevi hrvatski prijevodi.

## Ocjena
Vrijednost Matijaševićeva književnog rada za našu literaturu skromna je, ali zasluge su mu u drugim područjima. Pridonio je našoj povijesnoj znanosti, arheologiji i književnoj povijesti. Prvi je opisao hvarsko kazalište i vrste kazališnih predstava koje su se u njemu prikazivale u drugoj polovici 17. stoljeća. Potaknuo je povijesno-arheološku raspravu o svetom Dujmu. Opisao je izgled stare Isse, pridonio poznavanju povijesti Visa i Hvara, te ostavio svjedočanstvo o kulturi i intelektualnom životu tadašnje dalmatinske sredine.